# Изгнаници клети
„Изгнаници клети“ е предаване на телевизия СКАТ с водещ Михран Бохосян, стартирало през януари 2006 година.
Посветено е на геноцида над арменския народ в Османската империя в края на 19 век и през 1915 – 1923 година, последствията от това държавно престъпление, борбата на арменците за признаване на геноцида и живота на арменската общност в България.
В предаването гостуват изтъкнати историци, журналисти, общественици духовници, музиканти, артисти и други като проф. Божидар Димитров, директор на НИМ, проф. Станислав Станилов – историк и народен представител, проф. Петър Добрев – историк, ст. нц. Агоп Гарабедян – директор на института по Балканистика при БАН, д-р Петър Голийски – преподавател в СУ, Стефан Солаков – журналист, Петър Константинов – писател, протойерей Кусан Хадавян, Хайгашод Агасян – композитор, Стефка Оникян и Мари Васмаджиян – певици и други.
Предаването се излъчва на живо всяка събота от 17:00 часа.